# (100581) 1997 HA17
(100581) 1997 HA17 es un asteroide perteneciente al cinturón de asteroides, descubierto el 29 de abril de 1997 por el equipo del Spacewatch desde el Observatorio Nacional de Kitt Peak, Arizona, Estados Unidos.

## Designación y nombre
Designado provisionalmente como 1997 HA17.

## Características orbitales
1997 HA17 está situado a una distancia media del Sol de 2,673 ua, pudiendo alejarse hasta 3,012 ua y acercarse hasta 2,334 ua. Su excentricidad es 0,126 y la inclinación orbital 4,308 grados. Emplea 1596,75 días en completar una órbita alrededor del Sol.
Los próximos acercamientos a la órbita de Júpiter se producirán el 14 de mayo de 2047 y el 12 de junio de 2130.

## Características físicas
La magnitud absoluta de 1997 HA17 es 16,7. Tiene 3 km de diámetro y su albedo se estima en 0,042.